# SoftBank 001SH
SoftBank 001SH（ソフトバンク ゼロゼロイチ エスエイチ）はシャープが製造し、ソフトバンクモバイルが販売する携帯電話端末である。

## 概要
PANTONEとのコラボケータイで、「PANTONE 3（パントン・スリー）」の愛称を持つ（折りたたみ形状のPANTONEとして3代目となる。スライド形状の825SHも含めれば4代目）。角の丸まった、シンプルな直方体の筐体と、左右非対称のサブディスプレイ（以前の機種から天地が狭まった）は、このブランドのデザイン基調として継承されている。ただし、世界対応ケータイとしては、UMTS Bands 1にしか対応せず、GSMローミングはできない。一方で、折りたたみPANTONE機種として初めてワンセグ（再生・録画）に対応した。

## 主な機能・サービス
- Bluetooth対応

| 主な対応サービス         | 主な対応サービス       | 主な対応サービス       | 主な対応サービス |
| ------------------------ | ---------------------- | ---------------------- | ---------------- |
| S!一斉トーク             | S!ともだち状況         | Yahoo!mocoa            |                  |
| S!ループ                 | S!タウン               | S!速報ニュース         |                  |
| PCサイトブラウザ         | 電子コミック           | S!アプリ               |                  |
| 着うたフル／着うた       | デコレメール           | S!電話帳バックアップ   |                  |
| S!FeliCa                 | S!ミュージックコネクト | S!GPSナビ              |                  |
| コンテンツおすすめメール | TVコール               | 国際ローミング(3Gのみ) |                  |
| ワンセグ                 | 3G ハイスピード        | S!おなじみ操作         |                  |